# Brachypelma vagans
Brachypelma vagans là một loài nhện trong họ Theraphosidae phân bố ở México.
Loài nhện này sinh sống chủ yếu ở Mexico, nhưng có thể được tìm thấy xa về phía nam như Belize, El Salvador và Guatemala. Chúng đào hang trên mặt đất.
Lý do cho tên mông màu đỏ là do sợi lông màu đỏ nổi bật ở bụng. Giống như hầu hết các loài nhện, chúng ăn bất cứ thứ gì họ có thể chế ngự, mà thường là côn trùng, thằn lằn và động vật gặm nhấm nhỏ.